# Respirationssystemet

Anatomisk översikt över respirationssystemet.

Respirationssystemet eller andningssystemet är det organsystem hos organismer som för syre till lungorna och som i gengäld producerar koldioxid och en liten mängd syre, i det som kallas för ett gasutbyte eller andning.  

## Lungor
Hos människor och djur består respirationssystemet av luftvägarna, lungorna, samt de muskler som möjliggör luftens strömning in och ut ur kroppen. Den enhet i lungan som sköter själva utbytet mellan syre- och koldioxidmolekyler är de små lungblåsorna, alveolerna.
Mellanrummet mellan alveolerna och kapillärerna, gasutbytets struktur och anatomi, och de exakta fysiologiska användningsområdena för de utbytta gaserna varierar beroende på organism. Hos exempelvis människor och andra däggdjur är respirationssystemets anatomiska delar luftvägarna, lungorna och andningsmusklerna, det vill säga de muskler som möjliggör luftens strömning in och ut ur kroppen. Den enhet i lungan som sköter själva utbytet mellan syre- och koldioxidmolekyler är de små lungblåsorna. Denna utbytesprocess förekommer i lungornas alveolära regioner. Andningens viktigaste funktion är att syresätta blodet, och föra bort koldioxid och andra gasformiga avfalls- och nedbrytningsprodukter från blodet.

## Gälar
Gälar förekommer hos många ringmaskar, hos de flesta kräftdjur och blötdjur samt hos fiskarna och groddjurens larver. Gälarna som är utskott från kroppen, har alltid en riklig blodtillförsel och en tunn ytbeklädnad, genom vilket gasutbytet lätt kan äga rum (gälandning). Med hänsyn till sin form visar de stora olikheter hos skilda djurgrupper, finger- eller trådforsmiga, mer eller mindre greniga, bladlika o.s.v. Härigenom erhåller de en betydande ytförstoring varigenom gasutbytet underlättas.
Ofta sitter de på kroppens yta och hänger fritt ut i det omgivande vattnet (ringmaskar, många kräftdjur och en del snäckdjur) eller ligger de mera skyddade i på olika sätt bildade håligheter, såsom i mantelhålan hos de flesta blötdjur och i gälhålan hos många kräftdjur och fiskarna.
Då gälarna är belägna i håligheter finns i regel sådana inrättningar att ett vattenombyte kan äga rum. Detta möjliggörs antingen genom att gälarna är beklädda med flimmerceller eller att hålighetens vägg rytmiskt drar sig samman.

## Trakéer
Andra djur, som insekter, har respirationssystem som är mycket enkla, och hos amfibier spelar huden en stor roll i gasutbytet. Trakéer finns hos insekter, tusenfotingar och många spindeldjur. Trakéerna har uppkommit genom rörformiga inbuktningar från huden och står genom öppningar, stigmata eller spirakler i förbindelse med omvärlden. De är beklädda med kitin, som bildar spiralformigt förlöpande, föryjockande lister vilka bidrar till att hålla luftrören öppna. Trakéerna som vid högre utbildning är utomordentligt starkt förgrenade förser därigenom kroppens alla organ med syre.

## Botanisk andning
Växter har också respirationssystem men gasutbytets riktning kan vara motsatt djurens. Respirationssystemet hos växter kan också innehålla anatomiska delar som hål på bladens undersidor, så kallade klyvöppningar.